# Paspalum thunbergii
Paspalum thunbergii là một loài thực vật có hoa trong họ Hòa thảo. Loài này được Kunth ex Steud. mô tả khoa học đầu tiên năm 1853.